# Nødebo
Nødebo är en ort i Danmark.   Den ligger vid sjön Esrum Sø i Hillerøds kommun och Region Hovedstaden,40 km norr om Köpenhamn. Antalet invånare är 2 040.
I Nødebo ligger skogsskolan Skovskolen som tillhör Institut for Geovidenskab og Naturforvaltning vid Københavns Universitet. Skovridergården är skolans huvudbyggnad.